# Пилишенко Василь Васильович
Пилише́нко Васи́ль Васи́льович (1889, с. Мухівка Немирівської волості Брацлавського повіту Подільської губернії, Україна - 1989, Рочестер, США) - боцман, потім мічман, член Української Центральної Ради, старший лейтенант ВМС УНР в екзилі.

## Життєпис
Народився в заможній селянській родині. Батьки - Василь і Агафія. Навчався в хлоп"ячій гімназії в Немирові.
Від 1912 служив на Чорноморському флоті, брав участь в одному із закордонних плавань, по тому вирішив продовжити військову службу на флоті.
Учасник Першої світової війни, унтер-офіцер на панцернику «Синоп». 29 жовтня 1914 року брати Пилишенки брали участь у бою із німецьким крейсером «Гебен», Михайло був електротехніком на мінному загороджувачі «Бештау». 1916 року служив на посильному кораблі «Салгір».
Протягом 1917—1918 років Василь Пилишенко був одним з організаторів та провідників українського військово-морського руху в Одесі — після Лютневої революції. Наприкінці квітня 1917 увійшов до складу Одеської Української Військової Ради.
Член Української Центральної Ради. 19 квітня 1917 як член Центральної Ради увійшов до складу президії Українського Національного Конгресу. Після конгресу представляв інтереси одеських моряків-українців. 4 листопада 1917-го організовує Українську Морську Раду. Михайло Пилишенко в тому часі обійняв посаду комісара Одеського порту.
Восени 1917-го по проголошенню Третього Універсалу УНР підняли українські прапори та перейшли під юрисдикцію української держави крейсер «Пам'ять Меркурія», есмінець «Завидний» та низка інших бойових кораблів, це стало внаслідок співпраці Одеської Військової та Морської Рад із севастопольською Українською Чорноморською Общиною.
В часі розрухи і грабежів, що здійснювалися дезертирами з Румунського фронту, увійшов до складу «міського комітету десятьох» — для забезпечення ладу в Одесі.
|  | «свою роботу я почав з того, що зажадав, щоб мені дали три вантажних авта. В кожному повинно бути по чотири скоростріли і по 10 матросів обслуги. на „вахті“ по черзі було одно авто, а інші два „відпочивали“. Якщо з якогось місця телефонували про грабіж чи іншого роду безчинство, чергове авто негайно спішило з допомогою. Такі випадки траплялися часто, особливо один був цікавий. Оті дезертири якось натрапили на великий склад французького коньяку. Виламавши двері, стали пробувати коньяк тут же на місці. В скорому часі тих аматорів коньяку зібралася така сила, що я послав туди одне авто, а потім друге. Не було ради, я мусив викликати пожежну команду і тільки холодною водою з брандспойтів удалося розігнати той натовп п'яних людей». |
Протягом 3-18 січня 1918 року Пилишенко з українськими вояками боровся із більшовицьким повстанням в Одесі.
Після поразки Армії УНР — на еміграції. В 1930-х роках мешкав в селі Поромів Володимир-Волинського повіту. Одружився з місцевою вчителькою та організаторкою сільського жіноцтва Галиною Лопухович, 1934 року у Пилишенків народився син Володимир.
По наближенні в часі Другої світової війни радянського фронту сім'я Пилишенків емігрувала до Німеччини, в 1950-у — до США, оселилися у місті Рочестер. Батько та син Пилишенки брали активну участь в українському житті. Співпрацював з часописом «Свобода», «Альманахом Українського Народного Союзу», пластовим журналом «Юнак».
Похований на українському православному цвинтарі Андрія Первозванного в Саут-Баунд-Брук.
Його брат — Василь Пилишенко — служив на Чорноморському флоті з 1912 року, брав участь в одному із закордонних плавань, по тому вирішив продовжити військову службу на флоті.